# あずーる
あずーる （6月8日 - ） は日本のイラストレーター。サークル『しえるあーく』で同人活動を行っている。

## 人物
同人サークル『しえるあーく』での活動の他、ライトノベルの挿絵、バーチャルYouTuberのキャラクターデザインなどで活躍する。
2014年にしえるあーくから艦隊これくしょんの二次創作である『響こすぷれくしょん』を頒布。メロンブックススタッフは「川内の忍者装束に着替え、黒ニーハイを履こうと綺麗な脚を高く上げる姿が堪りません♪」と評価した。後に魔女の旅々6巻で「やっぱり太ももはいいですね！絶対領域 is 正義！」と述べており、当時の足への拘りが垣間見える。
2015年に白石定規のライトノベル『魔女の旅々』でライトノベルの挿絵を初めて担当した。キャラクターデザインにおいては、編集から提示された大まかな設定に準拠したが、服装の細かい意匠などは彼自身によるアイディアに依る所が大きい。本人のお気に入りはイレイナとアムネシア。16巻発売時には画集も発売された。
2016年、しえるあーくから『司令艦の名はダテじゃない』を頒布。提督に提督業を押し付けられた響を4コマ漫画で描いた。これは人生初めて描いた漫画であった。このシリーズでは、少年漫画風のタッチで描かれた絵も見られる。
2020年10月8日より魔女の旅々がテレビアニメ化した。作中のキャラクターに関しては、ほとんどC2Cに任せた。
同年カバー株式会社が運営する大手バーチャルYouTuber事務所ホロライブプロダクション傘下ホロライブenglish所属のバーチャルYouTuber 七詩ムメイのキャラクターデザインを担当した。フクロウがモチーフになっている。

## 作風
基本的には、彩度を抑え、アニメ塗り、または透明感のある水彩塗りで少女を描く。本人曰く、絵柄は岸田メルによる影響が特に大きいと言う。
艦隊これくしょんの響、魔女の旅々のイレイナ、Fate/Grand Orderのアナスタシア等、白系統の色の髪 （白色、灰色、銀色） の少女をよく描く傾向にある。自身はtwitterで「どんな色でも塗れるから良いよね」と言っている。
同人活動初期は幼い少女を描くことが目立ったが、近年はハイティーン程の清楚な少女を描く。 

## 作品

### 挿絵・イラスト
- 魔女の旅々（著：白石定規 / GAノベル）
- リリエールと祈りの国（著：白石定規 / GA文庫）
- 祈りの国のリリエール（著：白石定規 / GAノベル）
- 輪廻剣聖 持ち手を探して奴隷少女とゆく異世界の旅（著：多宇部貞人 / ダッシュエックス文庫）
- 神アプリ曰く、私たち相思相愛らしいですよ? #【攻撃力】全振り幼なじみは俺がデレるとすぐヘタレる（著：真野真央 / MF文庫J）
- 奴隷姫と過ごす日々 〜蒼の姫と召喚英雄〜（著：高野小鹿 / 講談社ラノベ文庫）
- ウマ娘 プリティーダービー アンソロジーコミック STAR 9巻（2024年）カバーイラスト

### テレビアニメ
- 魔女の旅々（キャラクター原案）

### キャラクターデザイン
- 乳頭和（温泉むすめ）
- バーチャルYouTuber 七詩ムメイ（ホロライブEnglish）[5]
- バーチャルYouTuber 花雲くゆり [6]
- バーチャルYouTuber 桜樹みりあ（ゲーム部プロジェクト→Acro）

#### 画集
- TRIGGER～銃火器と少女（うりぼうざっか店）

### 同人活動
この節の主な出典：

#### 二次創作
- 司令艦の名はダテじゃない（艦隊これくしょん、2014年サンシャインクリエイション65）
- 司令艦の名はダテじゃない2（艦隊これくしょんん、2015年comic1☆9）
- 司令艦の名はダテじゃない!?（艦隊これくしょんん、2015年コミックマーケット89）
- 司令艦の名はダテじゃない（仮）（艦隊これくしょんん、2016年コミックマーケット91）
- 響こすぷれくしょん（艦隊これくしょん、2014年コミックマーケット87）
- 響こすぷれくしょん（裏）（艦隊これくしょん、2015年comic1☆9）
- ECHO -KanColle Fan Book-（艦隊これくしょん、2015年コミックマーケット88）
- Scramble Arts!!（艦隊これくしょんん、2016年コミックマーケット90）
- Art Chaldeas（Fate、2017年comic1☆11）
- Art Chaldeas II（Fate、2017年コミックマーケット93）
- Art Chaldeas III（Fate、2018年コミックマーケット95）

#### オリジナル
- weiβ（2016年コミティア116）
- FTMM（2016年コミックマーケット91）
- Blush ///（2018年コミティア124）
- Mermaid（2019年コミックマーケット96）
- WHITE BRIM（2019年コミックマーケット97）

#### その他
- onaka2（ゲスト参加）
- コミックマーケット99では魔女の旅々の同人誌を製作する予定であったが、新型コロナウィルスのパンデミックにより中止となった。